# Konrad Stümmer
Konrad Stümmer (* 4. November 1876 in Würzburg; † 1955 in Bad Neustadt an der Saale)  war ein deutscher Verwaltungsjurist und Landrat.

## Leben
Konrad Stümmer absolvierte ein Studium der Rechtswissenschaften an der Julius-Maximilians-Universität Würzburg, wo er Mitglied der Studentenverbindung Corps Bavaria Würzburg war. Nach der ersten juristischen Staatsprüfung leistete er den dreijährigen Vorbereitungsdienst (Referendariat) und legte 1903 in Würzburg das Große juristische Staatsexamen ab. Als Akzessist kam er zur Regierung von Oberfranken und erhielt zum 1. November 1908 die Stelle eines Assessors beim Bezirksamt Königshofen und im Jahr darauf in Cham. Er musste Kriegsdienst leisten und kam 1917 als Assessor zum Bezirksamt Traunstein. Stümmer wechselte in die Landesverwaltung zur Regierung von Oberfranken.  Zum 1. Dezember 1924 kehrte er in die Kommunalverwaltung zurück, als er zum Bezirksamtsvorstand (ab 1939 Landrat) des Bezirksamtes  Bad Neustadt an der Saale (ab 1939 Landkreis Bad Neustadt an der Saale) ernannt wurde. In diesem Amt blieb er bis zu seiner Amtsenthebung im April 1945 mit Internierung bis Mitte Mai 1945. Im Entnazifizierungsverfahren 1948 richtete sich die Spruchkammer nach der Weihnachtsamnestie-Verordnung. So wurde er wieder in den Dienst eingestellt, bei gleichzeitiger Versetzung in den Ruhestand (rückwirkend ab 15. Mai 1945).